# Giovanni Montorsi
Giovanni Montorsi (1883 – 1945) è stato uno stilista italiano.

## Carriera
Fonda nel 1920 la omonima Casa di Moda dopo essere stato apprendista tagliatore presso la sartoria di abiti ecclesiastici Tanfani e Bertarelli. 
Apre il primo atelier in piazza di Pietra occupandosi principalmente di moda maschile ed è stato il capostipite di quella corrente di stilisti romani quali Schuberth, Fontana, Fabiani, Ferdinandi e Simonetta che imposero l’haute couture nella Capitale. 
Per anni, Montorsi è stato il sarto di fiducia di Umberto di Savoia. Nel 1929, acquista un palazzo in via Condotti 65, affitta le vetrine a Salvatore Ferragamo e comincia a occuparsi esclusivamente di moda femminile. Negli anni del regime fascista, la sartoria calamita clienti dell’alta borghesia. È suo l’abito di nozze di Edda Mussolini, sposa di Galeazzo Ciano. Così riportano le cronache dell’epoca: “Era una creazione ricavata da un raso tessuto sul capo con una ghirlanda di perle e di fiori d’arancio, completavano il tutto dei lunghi guanti di pelle bianca”. 
Nei primi anni ’30 un giovane Emilio Schuberth, appena trasferito a Roma da Napoli, muove i primi passi e affina il suo stile proprio presso Montorsi che gli affida inizialmente il settore biancheria. 
La sartoria si avvaleva di oltre 100 dipendenti ed era organizzata alla maniera di una maison francese, con laboratori di alto artigianato dove venivano realizzati abiti, pellicce e capi di biancheria intima. C’era una sala per la modisteria, un angolo solo per guanti e scialli e persino una sala da the per le clienti in attesa. 
Dopo la sua scomparsa, l'attività di couture viene continuata dalle figlie Adriana e Donatella. Nel 1957, viene venduto il palazzo e la sartoria si trasferisce in via Sistina per poi, con l’avvento del Prêt-à-porter, chiudere definitivamente l’attività alla fine degli anni ’70.